# ゴシック・リヴァイヴァル建築

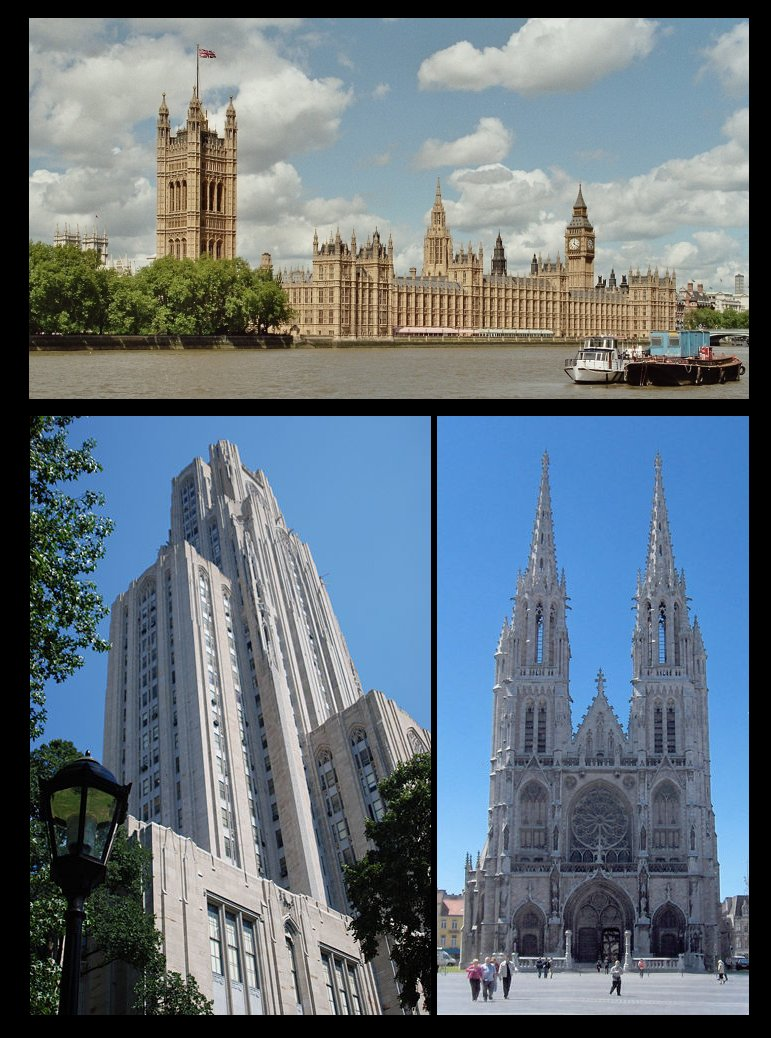
著名なゴシック・リヴァイヴァル建築物
上: ウェストミンスター宮殿（ロンドン）
左下: 学びの聖堂（ピッツバーグ）
右下: 聖ペテロ・パウロ教会（オーステンデ）

ゴシック・リヴァイヴァル建築（ゴシック・リヴァイヴァルけんちく、英: Gothic Revival architecture）は、18世紀後半から19世紀にかけて興ったゴシック建築の復興運動である。ネオ・ゴシック建築（Neo-Gothic architecture）とも呼ばれる。イギリスを発祥とし、18世紀後半にはフランス、ドイツに、その後イタリア、ロシア、アメリカに広がった。ギリシア・リヴァイヴァル建築に代表される新古典主義建築と鋭い対立を見せた。通常、ゴシック建築の伝統を無批判に墨守し、ロココ庭園において奇怪な建築を生み出した17世紀から18世紀頃のゴシック・サヴァイヴァル建築とは一線を画す。
19世紀のロマン主義芸術家や著述家の間でゴシック様式が再発見された。シャトーブリアンの著作『キリスト教精髄』やヴィクトル・ユーゴーの小説『ノートルダム・ド・パリ』、ドイツの新古典主義建築家シンケルの仕事にもその傾向がみられるが、イギリスではこれに先んじて18世紀半ばにホレス・ウォルポールがゴシック様式を取り入れた邸宅を建設している。

## 概説

### イギリスにおけるゴシック復興

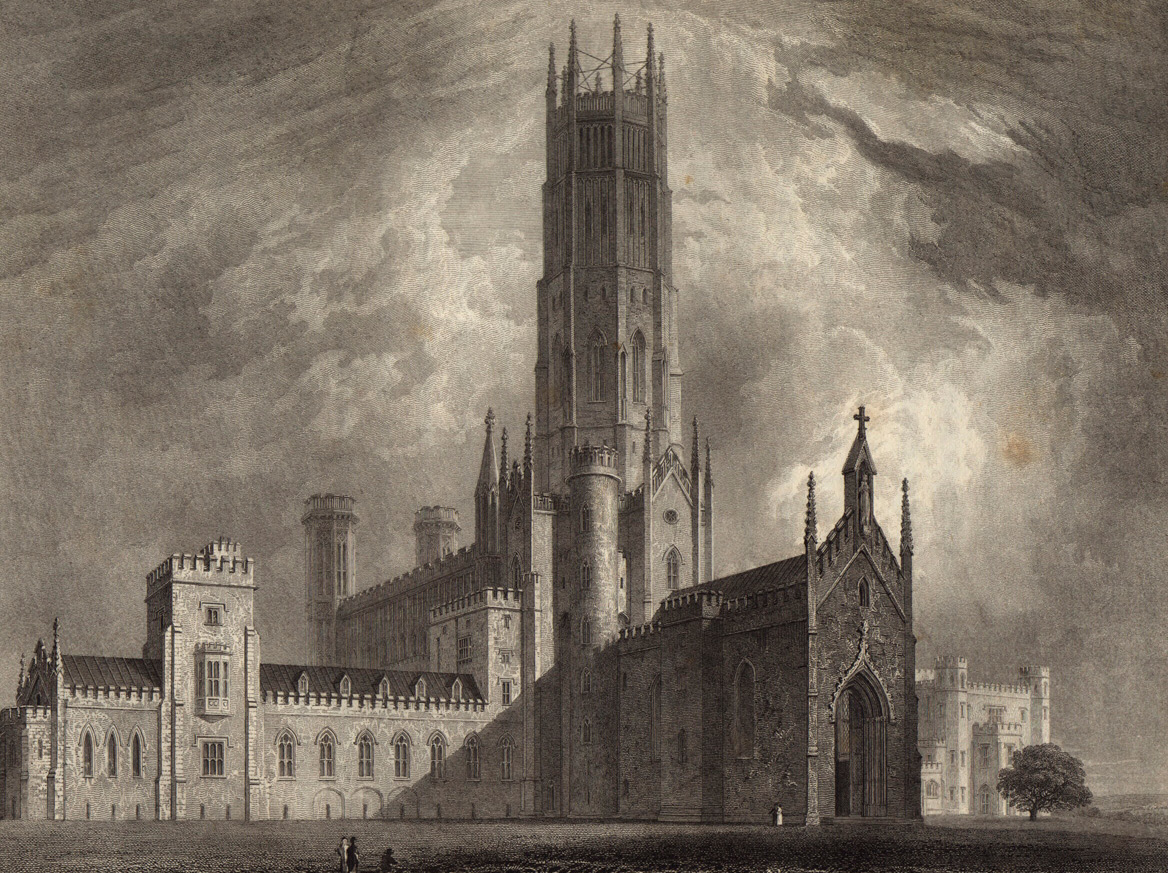
ウィルトシャのフォントヒル・アビー

1750年、ホレス・ウォルポールはロンドン近郊のストロベリー・ヒル・ハウスを、彼の著作『オトラント城奇譚』そのままに改築し、ゴシック建築をイギリスの田園邸宅として確立した。彼にとっては、ゴシック建築とは18世紀のロココ建築の軽薄さにはない本質的な美を与えてくれるものであったが、その着想のほとんどは実際の建築ではなく、文献や図版から得たものである。ストロベリー・ヒルの建設にもかかわった建築家ジェームズ・ワイアットは、1796年に建設したウィルトシャのフォントヒル・アビーにおいて細部までも緻密なゴシック建築を設計したが、この時点では、ゴシック建築はまだ風景式庭園の中に存在する点景物の域をでておらず、実質的にはゴシック・サヴァイヴァルと考えられる。
ゴシック・リヴァイヴァルの本格的な導入は、芸術家や建築家、美術家ではなく、ジョン・カーターやトマス・リックマンら古物収集家や出版業者によってもたらされた。1821年に『ゴシック建築の手本』を著したオーガスタス・チャールズ・ピュージンもその一人であるが、ゴシック・リヴァイヴァルの展開に最も影響を与えたのは、彼の子オーガスタス・ウェルビー・ノースモア・ピュージンである。

ピュージンは、中世が誠実なキリスト教の時代であり、ゆえに中世の建築家は誠実な職人であり、そして中世ゴシック建築が正直な建築であると主張した。彼は建築の立面がプランに従属しなければならないこと、建築は社会の指標でなければならないことなどを理論的に組み立て、最終的には機能主義とピクチャレスクを結び付けるはたらきをした。これらの主張は『対比』（1836年）や『イングランドのキリスト教建築の復興のための弁明』（1843年）に修められ、教会建築学協会に認められることによって、急速に広まった。1835年、彼はチャールズ・バリィとともにイギリス国会議事堂の設計を担当し、細部にわたってデザインを追求したが、この建築は全体よく見るとパラーディオ主義建築の構成であり、ゴシック的であるのはうわべの装飾にすぎない。一方で、同時期に設計したセント・オーガスティン教会（1850年完成）は、彼が自費を投じて完成させたものだが、アーリ・イングリッシュの構造と装飾を復活させた非常に完成度の高い建築で、非常に影響力の大きい建築のひとつとなった。
ヴィクトリア朝の建築は、エドワード・ブラックトン・ラムやウィリアム・バターフィールドなど、個性が強く独創的な建築家が登場した。構造を直接表現するピュージンの建築が影響力を失ったわけではないが、この時代にはイタリアやスペインの中世建築にみられるような独特の混成様式が好まれた。

ラムは、ゴシック建築の形態を用いた人物であるが、ピュージンやバターフィルドとは異なったスタンス（すなわち、彼はピクチャレスク的な解釈でゴシックを用い、力強いが断片的）であったため教会建築学協会からは無視された。一方、ピュージンと並んで、ゴシック・リヴァイヴァルに強い影響力を持っていたのは、バターフィールドである。しかし、彼はピュージンよりも個性的で、また、教会建築学協会の理想とする建築をより率直に表現した。彼の設計したオール・セインツ教会やキーブル・カレッジなどは、色煉瓦を用いた積石造彩色豊かだが、いささか毒々しくもある。教会建築学協会とバターフィールドが好んだイタリア風の多彩な色は、ジョージ・エドマンド・ストリートによっても、より独創的に表現されている。ストリートは、比較的ずんぐりとした建築をデザインし、彫塑性が強い。また、バターフィールド以上に色彩を奔放に使っており、セント・フィリップ・アンド・セント・ジェームズ教会堂やセント・ジェームズ・ザ・レス教会堂は、色煉瓦のみを混ぜ合わせて外部と内部に力強い幾何学模様を形成している。
バターフィールドやストリートに代表されるように、ゴシック・リヴァイヴァルの建築家たちは、建築の意匠には大変な関心を払った。しかし、すでに建築はビルディング・タイプごとに機能分化しつつあったが、彼らはこうした建築の社会的な要求や機能面に関しては、総じて無関心であった。こうした傾向は、ウィリアム・ホワイト、サミュエル・サンダーズ・チューロン、ジョン・ラフバラ・ピアソン、ジェームズ・ブルックス そしてウィリアム・バージェスらも同様である。公共建築は、こうした機能面での要求に応えなければならない建築だが、一般的にはアンピール様式が好まれていたため、ヴィクトリア朝ゴシック・リヴァイヴァルのデザインは、主に教会建築や田園邸宅に限られた。幾つかの、しかも印象的な公共建築（国会議事堂をはじめ、ジョージ・ギルバート・スコットによるロンドンの王立裁判所やセント・パンクラス駅、タワー・ブリッジなど）が、ゴシック・リヴァイヴァルによってデザインされているが、これらはむしろ例外と言える。ジョージ・ギルバート・スコットは、彼らの中でも最も名誉を受けた人物だが、彼もまたジョン・ラスキンと同じく、建築の重要な要素は装飾にあると考えており、ビルディング・タイプごとの扱いについては関心を示さなかった。
リチャード・ノーマン・ショウもまた、ゴシックのデザインを用いたが、彼はゴシックを特別ひいきにしたわけではなく、様々な様式の混淆を表現した。彼はすでに、新しい時代の要求をその時々によって表現する軽やかさを持ち、デザインの着想をチューダー朝の田園邸宅、オランダ・ルネサンスなどから引き抜き、ピクチャレスクにちりばめて躍動的な意匠を創出した。彼にとって、ゴシック・リヴァイヴァルはすでにひとつの要素でしかなく、この態度が、後にウィリアム・モリスの思想と相まって、イギリスの近代建築の表現を獲得していく原動力となる。

### フランスのゴシック解釈
フランスにおいて、ゴシック建築はその構造に特質があると考えられており、ジャック・ジェルメン・スフロがサント・ジュヌヴィエーヴ教会でその構造原理を応用したが、イギリスのようなゴシック研究には総じて関心が薄かった。1840年頃まで、フランスでは庭園の点景物としてしか、ゴシック建築の復興は見られない。その間、文学においてはイギリスのものが翻訳されるなど、ゴシック芸術に対する興味はかき立てられていたようだが、建築にまで影響をあたえることはまれであった。
フランスのゴシック・リヴァイヴァルを決定づけるのは、2人の人物、ジャン・バティスト・アントワーヌ・ラシュとウジェーヌ・エマニュエル・ヴィオレ・ル・デュクである。両者とも、主にゴシック建築の修復に取り組み、建築家や職人の育成に取り組んだ。ラシュは、アンリ・ラブルーストの弟子であるが、他の子弟たちのように古典主義の活動は行なわず、ゴシック美術の研究を行った。1849年にはムーランのサクレ・クール教会堂の設計にたずさわっているが、活動の多くは実際の建築よりも文献の出版によるところが大きい。実作についてはイギリスの教会建築学協会に貧弱であると評されるほどである。
反対に、ヴィオレ・ル・デュクは建築活動も盛んに行った。彼はナポレオン3世と密接なつながりを持っていたため、ピエールフォン城やクーシ城改修のための仕事を手に入れることができ、また、これらは皇帝を魅了することにも成功した。1860年に設計したサン・ドニ・ド・レストレ教会堂は、フランスにおいて影響の大きかった建物のひとつである。しかし、ともにゴシック・リヴァイヴァルの建築家であったウィリアム・バージェスは、彼のデザインについては厳しい目を向けている。実際、建築家としての力量は、あまり期待できるものではなく、彼もまた、歴史的建造物委員会の建築家として、司教管区建築局の検査官として、そして教育者としての影響力のほうが大きかった。
彼らの子弟には、ポール・アバディー、エミール・ボエスヴィルヴァルド、モーリス・オーギュスタン・ガブリエル・ウラドゥ、アナトール・ボドーらがいる。
ヴィオレ・ル・デュクは、フランスのゴシック・リヴァイヴァルに大きな足跡を残したが、彼と直接的なつながりを持たない建築家も存在する。サン・ポール教会堂を設計したシャルル・オーギュスト・ケステルやサン・エティエンヌ教会堂などの設計者シャルル・ヴィクトール・ゲラン、ギュスターヴ・ゲラン兄弟、そしてジョゼフ・オーギュスト・エミール・ヴォードルメールといった人物である。
フランスのゴシック・リヴァイヴァルは、歴史的建造物委員会と司教管区建築局が中心となって発展し、中世世界を高揚してゴシックを国民的様式とすることに成功した。しかし、歴史的建造物委員会の工事計画が市民建築総評議会に提出される取り決めがなされると、両者は激しく対立した。市民建築総評議会のメンバーはフランス・アカデミー出身の古典主義信奉者であり、ほとんどの人物はゴシック・リヴァイヴァルに反対の立場をとった。両者は工事の許可をめぐって火花を散らしたが、フランスのゴシック・リヴァイヴァル運動それ自体に大義や強力な理論があったわけではなく、やがてその活動は折衷的なものへと変化していった。

### イタリアにおけるゴシックの潮流
イタリアへのゴシック・リヴァイヴァルの到達は19世紀初頭になる。イタリアにおけるリヴァイヴァリストの主導的建築家はカミロ・ボイトである。彼はパドヴァの市立博物館（1879年完成）やパラッツォ・デッレ・デビデ（1872年起工）などの実作のほか、ヴィオレ・ル・デュクとともにサンタ・マリア・デル・フィオーレ大聖堂のファサードのコンペで審査員を務めている。しかし、彼が本当に大きな影響を与えたのは教育者としてであり、適材適所に素材を選ぶなの指導は、イタリアにおいてアーツ・アンド・クラフツ運動を取り入れる素地を整えた。

## 主要建築物

### イギリス
- 1749年起工・1790年完成 ストロベリー・ヒル・ハウス (ホレス・ウォルポール、ロバート・アダム、ジェームズ・ワイアット、トマス・ゲイファー設計、ストロベリー・ヒル)
- 1796年起工・1807年完成 フォントヒル・アビー (ジェームズ・ワイアット設計、ウィルトシァ)
- 1839年起工・1844年完成 セント・ジャイルズ教会 (オーガスタス・ウェルビー・ノースモア・ピュージン設計 スタッフォードシャー)
- 1845年起工・1850年完成 セント・オーガスティン教会堂 (オーガスタス・ウェルビー・ノースモア・ピュージン設計 ラムズゲート)
- 1844年起工・1852年完成 国会議事堂 (オーガスタス・ウェルビー・ノースモア・ピュージン設計 ロンドン)
- 1849年起工・1859年完成 オール・セインツ教会堂 (ウィリアム・バターフィールド設計 ロンドン)
- 1859年完成 レッド・ハウス (フィリップ・ウェッブ設計 ベクスリーヒース)
- 1858年起工・1859年完成 セント・ミカエル教会堂 (ウィリアム・ホワイト設計 リンドハースト)
- 1859年設計・1861年完成 セント・ジェームズ・ザ・レス (ジョージ・エドマンド・ストリート設計 ロンドン)
- 1860年起工・1862年完成 セント・フィリップ・アンド・ジェームズ教会 (ジョージ・エドマンド・ストリート設計 オックスフォード)
- 1867年起工・1874年完成 セント・パンクラス駅ホテル (ジョージ・ギルバート・スコット設計 ロンドン)
- 1868年完成 アランデル大聖堂（ジョセフ・ハンソム設計 アランデル）
- 1868年起工・1874年完成 カーディフ城 (ウィリアム・バージェス設計 グラモーガンシャ)
- 1873年起工・1876年完成 キーブル・カレッジ礼拝堂 (ウィリアム・バターフィールド設計 オックスフォード)
- 1875年設計 アドコート (リチャード・ノーマン・ショウ設計 シュロップシァ)
- 1886年起工・1894年完成 タワー・ブリッジ (ロンドン)

### フランス
- 1835年設計・1850年完成 サン・ポール教会堂 (シャルル・オーギュスト・ケステル ニーム)
- 1854年起工・1855年完成 サン・トゥジェーヌ教会堂 (ルイ・オーギュスト・ボワロー設計 パリ)
- 1854年起工・1859年完成 サン・ジャン・バティスト・ド・ベルヴィル教会堂 (ジャン・バティスト・アントワーヌ・ラシュ設計 パリ)
- 1858年起工・1870年完成 ピエールフォン城 (ウジェーヌ・エマニュエル・ヴィオレ・ル・デュク設計 オワーズ)
- 1863年起工・1880年完成 ノートル・ダム・ド・ラ・クロワ教会堂 (ルイ・ジャン・アントワーヌ・エレ設計 パリ)
- 1869年起工・1874年完成 サン・テチエンヌ教会堂 (ギュスターヴ・ゲラン、シャルル・ヴィクトール・ゲラン設計 トゥール)

### アメリカ合衆国
- 1910年起工・1913年完成 ウールワースビル (キャス・ギルバート設計 ニューヨーク)
- 1923年起工・1925年完成 トリビューン・タワー（英語版） (レイモンド・フッド設計 シカゴ)
- 1926年起工・1937年完成 学びの聖堂 (チャールズ・クローダー設計 ピッツバーグ)